# Beaman-Gletscher
Der Beaman-Gletscher ist ein Gletscher im Norden des ostantarktischen Viktorialands. Er fließt unmittelbar nördlich des McLean-Gletschers im südwestlichen Teil der Anare Mountains zum Ebbe-Gletscher.
Das Advisory Committee on Antarctic Names benannte ihn nach Leutnant Charles W. Beaman (1929–1998), Hubschrauberpilot der United States Army, der zwischen 1962 und 1963 mehrere Einsätze zur Unterstützung des United States Geological Survey bei der Vermessung des Gebiets um den Gletscher flog.